# Koceľovce
Koceľovce – wieś (obec) na Słowacji położona w kraju koszyckim, w powiecie Rożniawa.

## Położenie
Miejscowość znajduje się na Pogórzu Rewuckim (Revucká vrchovina), w dolinie Hankovskiego Potoku (Hankovský potok), u wschodnich podnóży szczytu Dúbrava.

## Historia
Pierwsze wzmianki o miejscowości pochodzą z roku 1318.

## Demografia
Według danych z dnia 31 grudnia 2012, wieś zamieszkiwało 257 osób, w tym 134 kobiety i 123 mężczyzn.
W 2001 roku pod względem narodowości i przynależności etnicznej 87,5% mieszkańców stanowili Słowacy, a 12,5% Romowie.
Ze względu na wyznawaną religię struktura mieszkańców kształtowała się w 2001 roku następująco:
- Katolicy rzymscy – 5,24%
- Ewangelicy – 89,92%
- Ateiści – 4,84%

## Zabytki
- Kościół ewangelicki - pierwotnie świątynia katolicka. Prawie nienaruszona przebudowami gotycka budowla z pierwszej ćwierci XIV w. Wewnątrz zespół fresków, autorstwa „Majstra ochtinského presbytéria” (tj. twórcy wyzdoby prezbiterium kościoła w niedalekiej miejscowości Ochtiná) z lat 1360-1380, przedstawiających sceny z cyklów maryjnego i chrystologicznego. Z cenniejszych elementów należy wymienić gotyckie drzwi wejściowe z okuciami, gotycką kamienną chrzcielnicę i barokowy ołtarz roku 1740[10].